# Севен Појнтс (Тексас)
Севен Појнтс (енгл. Seven Points) град је у америчкој савезној држави Тексас. По попису становништва из 2010. у њему је живело 1.455 становника.

## Демографија
Према попису становништва из 2010. у граду је живело 1.455 становника, што је 310 (27,1%) становника више него 2000. године.
| Група             | 2000.         | 2010.         |
| Белци             | 1.053 (92,0%) | 1.275 (87,6%) |
| Афроамериканци    | 0 (0,0%)      | 15 (1,0%)     |
| Азијати           | 1 (0,1%)      | 1 (0,1%)      |
| Хиспаноамериканци | 69 (6,0%)     | 146 (10,0%)   |
| Укупно            | 1.145         | 1.455         |